# Ronald Agénor
Ronald Jean-Martin Agénor (Rabat, 13 de novembro de 1964) é um ex-tenista profissional haitiano.
Agénor nasceu em Rabat, Marrocos e viveu em sua terra natal até os 10 anos, ele mudou para o Zaire por quatro anos, até ir para Bordeaux, França, com 14 anos de idade. Seu pai é Frédéric Agénor, que era um diplomata das Nações Unidas por 20 anos.